# Sebastian Croft
Sebastian Theodore Kemble Croft (Oxford, 16 dicembre 2001) è un attore britannico.

## Biografia
È figlio dell'imprenditore John Croft e di Doulla Croft, dirigente greco-cipriota di Facebook. È un discendente della famiglia Kemble. Ha iniziato a prendere lezioni di recitazione all'età di sette anni presso la scuola di teatro Stagecoach di Abingdon-on-Thames. Successivamente, ha frequentato la Dragon School e la St Edward's School di Oxford.
Ha esordito sulle scene del West End nel 2010, nella produzione di Sam Mendes del musical Oliver!. Nel 2011 ha ottenuto il ruolo di Gavroche in Les Misérables, in scena al Queen's Theatre di Londra, per poi essere scelto dal produttore Cameron Mackintosh per interpretare l'eponimo protagonista in una tournée britannica di Oliver! durata diciotto mesi. Nel 2013 Croft ha interpretato Tommy nella produzione della Royal Shakespeare Company di Matilda the Musical. Sempre durante l'infanzia, ha interpretato il protagonista nel musical The Secret Diary of Adrian Mole in scena al Curve Theatre di Leicester. Nel 2014 una registrazione della sua voce è stata utilizzata nell'allestimento di Josie Rourke di Coriolano, in scena alla Donmar Warehouse, con Tom Hiddleston nel ruolo del protagonista. Nel 2016 ha interpretato il principe Arthur in un allestimento del Re Giovanni di Shakespeare andato in scena a Kingston upon Thames, per la regia di Trevor Nunn; per la sua interpretazione, ha ottenuto il plauso della critica.
Ha esordito sul piccolo schermo nella serie televisiva Houdini & Doyle nel 2016, a cui sono seguite, sempre nello stesso anno, apparizioni nelle serie Penny Dreadful e Il Trono di Spade, in cui ha recitato nel ruolo di un giovane Eddard Stark. 
Il debutto cinematografico è avvenuto l'anno successivo nel film The Hippopotamus. Sul grande schermo ha recitato anche in Music, War and Love e Horrible Histories: The Movie - Rotten Romans, per cui ha ottenuto una candidatura al BAFTA Children's Award nella categoria Young Performer.
Nel 2021 Croft ha doppiato il personaggio di Peter van Daan nel film d'animazione Anna Frank e il diario segreto, presentato in anteprima durante la 74ª edizione del Festival di Cannes, e ha prestato la sua voce al personaggio di Fletcher nella serie di Netflix Love, Death & Robots. Sempre nello stesso anno ha interpretato Charles Rowland nella serie televisiva Doom Patrol, mentre nel 2022 ha recitato nel ruolo di Benjamin "Ben" Hope nella serie televisiva di Netflix Heartstopper.

## Vita privata
Ha un disturbo specifico dell’apprendimento, la dislessia. È queer.

## Filmografia

### Cinema
- The Hippopotamus, regia di John Jencks (2017)
- Horrible Histories: The Movie - Rotten Romans, regia di Dominic Brigstocke (2019)
- I'll Find You, regia di Martha Coolidge (2019)
- School's Out Forever, regia di Oliver Milburn (2021)
- Dampyr, regia di Riccardo Chemello (2022)
- How to Date Billy Walsh, regia di Alex Pillai (2023)

### Televisione
- Houdini & Doyle – miniserie TV, puntata 4 (2016)
- Il Trono di Spade (Game of Thrones) – serie TV, episodi 6x02-6x05 (2016)
- Penny Dreadful – serie TV, 4 episodi (2016)
- Doom Patrol – serie TV, episodio 3x03 (2021)
- Heartstopper – serie TV, 13 episodi (2022-2023)

### Doppiaggio
- Anna Frank e il diario segreto (Where Is Anne Frank), regia di Ari Folman (2021)
- Love, Death & Robots – serie animata, episodio 2x02 (2021)
- Hogwarts Legacy – videogioco (2023)

### Video musicali
- Baby, It's Cold Outside di Michael Bublé e Idina Menzel (2014)

## Teatro
- Oliver!, libretto e colonna sonora di Lionel Bart, regia di Sam Mendes. Theatre Royal Drury Lane di Londra (2010), tour britannico (2012)
- Les Misérables, libretto di Alain Boublil e Herbert Kretzmer, colonna sonora di Claude-Michel Schönberg, regia di Trevor Nunn e John Caird. Queen's Theatre di Londra (2011)
- Matilda the Musical, libretto di Dennis Kelly, colonna sonora di Tim Minchin, regia di Matthew Warchus. Cambridge Theatre di Londra (2013)
- The Secret Diary of Adrian Mole Aged 13¾, libretto di Jake Brunger, colonna sonora di Pippa Cleary, regia di Luke Sheppard. Curve Theatre di Leicester (2015)
- Re Giovanni di William Shakespeare, regia di Trevor Nunn. Rose Theatre di Londra (2016)
- 4000 Miles di Amy Herzog, regia di Richard Eyre. Minerva Theatre di Chichester (2023)

## Riconoscimenti
- British Academy Children's Award
  - 2019 – Candidatura come Giovane interprete per Horrible Histories: The Movie – Rotten Romans.

## Doppiatori italiani
Nelle versioni in italiano delle opere in cui ha recitato, Sebastian Croft è stato doppiato da:
- Simone Veltroni ne Il trono di spade
- Gianandrea Muià in Heartstopper
- Alex Polidori in Dampyr
- Riccardo Suarez in Come far innamorare Billy Walsh

Da doppiatore è sostituito da
- Riccardo Suarez in Anna Frank e il diario segreto
- Andrea Oldani in Hogwarts Legacy